# هورسلی، گلاسترشر
هورسلی (به انگلیسی: Horsley) یک روستا و محله مدنی در بریتانیا است که در Stroud District واقع شده‌است. هورسلی ۸۲۰ نفر جمعیت دارد.